# Deabeas Owusu-Sekyere
Deabeas Nii Klu Owusu-Sekyere (Utrecht, 4 november 1999) is een Nederlands voetballer van Ghanese afkomst die doorgaans als aanvaller speelt. Hij is een neef van Quincy Owusu-Abeyie.

## Carrière
Deabeas Owusu-Sekyere speelde in de jeugd van SV Amstelland United, AFC, AFC Ajax en FC Twente. Na een proefperiode bij SC Braga kwam hij in 2017 bij Leixões SC terecht, waar hij in de jeugd en in het tweede elftal speelde. In het seizoen 2018/19 werd hij aan SC Freamunde verhuurd, waar hij in de Divisão de Elite da AF Porto speelde. Sinds 2020 speelt hij voor het Estische Paide Linnameeskond, waar hij op 22 augustus 2020 in de met 0-4 gewonnen uitwedstrijd tegen FC Kuressaare debuteerde. Met de club won hij in 2022 de Estische voetbalbeker. In augustus 2022 werd hij aangetrokken door het Chinese Cangzhou Mighty Lions.

### Statistieken
| Seizoen                      | Club                   | Land           | Competitie       | Competitie | Competitie | Beker | Beker | International | International | Totaal | Totaal |
| Seizoen                      | Club                   | Land           | Competitie       | Wed.       | Dlp.       | Wed.  | Dlp.  | Wed.          | Dlp.          | Wed.   | Dlp.   |
| ---------------------------- | ---------------------- | -------------- | ---------------- | ---------- | ---------- | ----- | ----- | ------------- | ------------- | ------ | ------ |
| 2018/19                      | → SC Freamunde         | Portugal       | Divisão de Elite | 28         | 4          | 2     | 1     | –             | –             | 30     | 5      |
| 2020                         | Paide Linnameeskond II | Estland        | Esiliiga B       | 2          | 0          | –     | –     | –             | –             | 2      | 0      |
| 2020                         | Paide Linnameeskond    | Estland        | Meistriliiga     | 13         | 10         | 1     | 0     | 1             | 0             | 15     | 10     |
| Carrièretotaal               | Carrièretotaal         | Carrièretotaal | Carrièretotaal   | 43         | 14         | 3     | 1     | 1             | 0             | 47     | 15     |
| Bijgewerkt op 6 januari 2021 |                        |                |                  |            |            |       |       |               |               |        |        |